# Каменица (компания)
 Тази статия е за българската компания.  За марката бира вижте Каменица (бира).  За други значения вижте Каменица.
„Каменица“ АД е българско акционерно дружество с официално седалище в град Пловдив и централен офис в София. Компанията оперира с една пивоварна – в град Хасково и една микропивоварна в град Пловдив – Пивоварница Каменица, построена на мястото на първата бирена фабрика в България.
Дружеството е правоприемник на Пивоварна фабрика „Каменица“СД (1882 – 1947), Пивоварна фабрика „Родопи“ (1947 – 1952), Пивоварна фабрика „Каменица“ (1952 – 1971), Държавен пивоварен завод „Каменица“ (1971 – 1991), Държавна фирма „Каменица-Пловдив“ (1991), „Каменица“ ЕООД (1991 – 1995), и „Каменица“ ЕАД (1995); както и на „Астика“ АД – гр. Хасково и „Бургаско пиво“ АД – гр.Бургас, които през 2001 г. се вливат в „Каменица“ АД, както и на „Плевенско пиво“ АД – гр.Плевен, което се влива в „Каменица“ АД през 2002 г.
Основен акционер в „Каменица“ АД е американската компания „Molson Coors Brewing Company“. Каменица АД произвежда в България собствените марки Каменица, Астика, Бургаско и Славена, както и по лиценз международните марки Стела Артоа, Бекс и Старопрамен и разпространява вносните марки Hoegaarden, Leffe, Carling Cider и световноизвестната мексиканска бира Corona.

## История на „Каменица“ АД

### 1876 – 1947
Пивоварната фабрика в Пловдив е основана от двама швейцарци с немски произход – Рудолф Фрик и Фридрих Сулцер, които през 1870-те години работят като специалисти при строежа на Баронхиршовата железница. Рудолф Фрик е роден в селището Машванден край Цюрих, Швейцария; има техническо образование и работи като механик и технолог, а в железницата – като локомотивен майстор. Фридрих Сулцер е роден във Винтертур, Швейцария и работи в железницата като локомотивен машинист.
През 1876 г. Фрик и Сулцер напускат работата си в железницата и откриват малка пивоварна работилница в пловдивската махала „Алтъ тепе“ с капацитет 100 литра бира дневно. Махалата носела името на малко сиенитно хълмче, което се е намирало на мястото на днешната бирена фабрика „Каменица". Гръцкото му име било „Петрица", а българското „Каменица". Векове наред тук имало каменни кариери, които снабдявали със строителни материали града. Скоро работилницата се оказва тясна и неподходяща и възниква необходимост дейността да се премести на ново място.
Финансова помощ на двамата съдружници им предоставя техния сънародник Кристиан Бомонти, предприемач, който построява първите фабрики в Пловдив – спиртна и оризова. Срещу скромна сума градските власти продават на двамата предприемачи парцел в околностите на града, в местността известна като „Каменица тепе“.
Пивоварната фабрика е построена в периода 1879 г. – 1881 г. , а през 1882 г. в Пловдивския окръжен съд по дело № 1524/1882 г. е регистрирана „Фрикъ и Сулцеръ Пивоварница „Каменица“ като събирателно дружество. Паралелно с това в североизточната част на пивоварната двамата швейцарци обособяват и голяма акациева градина, в която се предлага бира Каменица. Мястото бързо добива популярност сред пловдивчани и става част от социалния живот в града.
Първоначално фабриката е разположена на площ от 10 дка, която постепенно се увеличава и в края на 1891 г. е 13,5 дка. Пласментът на бирата се извършва чрез доставени от Австрия и Германия дървени бурета от по 25 и 50 л.
През 1885 г. правителството на Източна Румелия отпуска на фабриката заем от 50 златни турски лири за реконструиране на пивоварната. Средствата са инвестирани в закупуването на нова техника, благодарение на която годишното производство достига до 60 000 литра пиво. През 1892 г. пивоварната печели почетен диплом на Първото българско земеделческо промишлено изложение (предвестник на днешния Пловдивски панаир). Същата година пивоварната пуска на пазара и първата тъмна бира в България. През 1893 г. на международно изложение в Брюксел пивоварната е наградена със златен медал, а в Чикаго – със сребърния медал на Колумбовото изложение. На международното изложение в Анверс през 1894 г. пивоварната „Каменица“ е отличена с бронзов медал.  На Международното изложение в Брюксел през 1894 г. пловдивското пиво печели бронзов медал. През 1895 г. са произведени 140 030 литра, през 1896 г. – 206 000 литра, през 1897 г. – 232 000 литра бира. 
През 1907 г. управлението на пивоварната се поема от наследниците на Сулцер. За времето от 1913 г. до 1920 г. пивоварната преустановява дейността си заради войните, след което започва отново да функционира, за да достигне през 1926 година производство от 320 000 литра.
Спадът в производството на бира след Първата световна война принуждава собствениците на пивоварни фабрики в България да образуват на 3 април 1927 г. пивоварен картел, в който влизат всички съществуващи към момента 18 фабрики, между които и „Каменица". Създаването на картела не успява да преодолее спада и различията. През 1931 г. пивоварния картел престава да съществува.
През 1936 година поради намаляването на акциза за пивото, годишното производство на фабриката се увеличава на 600 000 литра. През 1940 г. фабриката се разширява отново. депозитните съдове се увеличават на 20 броя, доставят се два нови хладилни агрегата, във ферментационното отделение се монтират метални съдове. В резултат на тези подобрения годишното производство на бира достига 2 500 000 литра. През 1943 г. се прави подмяна на основните технологични съоръжения. на мястото на старата варилна инсталация се монтира нова двусъдна варилна инсталация „Циман“ с капацитет 12 000 литра. монтират се две ръчни пълначни машини за бутилки, пълначен апарат за бурета, построена е нова сушилня за малц, във ферментационното отделение се монтират 10 броя алуминиеви съдове с вместимост 4500 литра. В резултат на модернизацията годишният капацитет на фабриката достига 5 000 000 литра. През периода нараства и броят на заетите във фабриката. През 1882 г. те са 7 – 8 души, през 1906 г. те вече са 22, през 19300-те – 50 – 60 души, а през 1942 г. броят на заетите е 120 души работници и специалисти

### 1947 – 1990
На 23.12.1947 г. Народното събрание приема Закон за национализацията на частните индустриални и минни предприятия и банки. В този ден всички пивоварни фабрики са национализирани и включени в състава на Държавното индустриално обединение „Хранителна индустрия“. В края на 1947 г. годишното производство на „Каменица“ е 5 000 000 литра с производство 3 вида бира и персонал от 132 души.
Веднага след национализацията фабриката е преименувана на Пивоварна фабрика „Родопи“. През 1952 г. фабриката става част от системата на ДСП „Винпром“ и възвръща старото си име – Пивоварна фабрика „Каменица“.
На 26 ноември 1954 г. между България и Швейцария се сключва спогодба за обезщетяване на бившите собственици, свързани с национализацията в страната. България заплаща 7,5 милиона швейцарски франка, вкл. и за национализираната пивоварна в Пловдив, като по този начин са обезщетени и наследниците на Рудолф Фрик и Фридрих Сулцер.
Първата по сериозна модернизация след национализацията се извършва през 1956 – 59 г., когато в експлоатация се въвеждат нови машини и съоръжения, монтират се допълнителен парен котел и нова четирисъдна варилна инсталация и ферментационни отделения със стоманени открити ферментационни апарати с тръбно охлаждане. В депозитното отделение се монтират нови съдове, изградени са ново бурепълначно отделение и нов пълначен апарат, построени са ново бутилково отделение с автоматична бутилираща линия и собствена помпена станция, монтират се нови хладилни машини. В резултат на тези подобрения, годишното производство през 1959 г. нараства на 18 000 000 литра, а през 1962 г. достига 20 000 000 литра. През 1964 г. фабриката влиза в състава на ОДСП (по късно ДСО)„Българско пиво“.
Следващото по значимо разширение и реконструкция се извършва през 1965 – 1967 г. Построен е нов малцерай с годишен капацитет 4500 т. малц, изгражда се нов ферментационен и депозитен корпус със стоманобетонни съдове, ново бутилково отделение с две немски автоматични бутилиращи линии, разширяват се паровата централа и хладилното стопанство. През 1965 г. годишното производство е 21 896 000 литра, през 1967 г. – 30 000 000 литра, през 1970 г. достига 38 315 000 литра.
С Решение № 62 на МС от 1971 г. фабриката се преименува в Държавен пивоварен завод „Каменица“. През 1972 г. годишното производство на пиво е 38 700 000 литра, през 1974 г. – 42 000 000 литра. През 1974 – 1978 г., предшестващ генералната реконструкция годишното производство се движи между 31 и 34 милиона литра. През периода 1977 – 1982 г. е извършена поредната модернизация на завода. Монтират се шест цилиндрично-конични танка с по 250 куб.м. работен обем; изграждат се станция за чисти култури дрожди, станция за съхранение на дрождите, станция за измиване и дезинфекция; построява се нов корпус на варилното отделение и се монтира нова немска варилна инсталация; построяват се ново отделение за избистряне и охлаждане, нов корпус на хладилното отделение с нови хладилни машини; изгражда се нов корпус за бутилковото отделение и се инсталират нови бутилиращи линии. модернизацията на завода завършва в средата на 1982 г., като общия размер на инвестициите надхвърля 12 милиона лева. Заводът все разпростира на площадка от 40 000 m² с проектна годишна производителност от 60 000 000 литра бира. През 1987 г. се въвеждат в експлоатация и шест нови белгийски цилиндрично-конични танка с работен обем 220 куб.м. В резултат на разширението и реконструкцията годишното производство на бира започва да нараства: през 1980 г. – 31 000 000 л., 1982 г. – 36 400 000 л., 1984 г. – 50 000 000 л., 1986 г. – 53 000 000 л., 1988 г. – 57 200 000 л., 1990 г. – 60 300 000 л. В годините на централизирано управление значително се разнообразява и асортиментната структура – произвеждат се над 30 вида бири: светли, оригинални специални, маркови, луксозни, тъмни, тип „Пилзен“, тип „Портер“, като някои от тях нееднократно получават награди на международни изложения.

### след 1990 г.
С Решение № 166/06.12.1990 г. на министъра на земеделието и хранителната промишленост се образува фирма с държавно имущество „Каменица-Пловдив“ – гр. Пловдив. На 16 януари 1991 г. в търговския регистър при Окръжен съд – Пловдив е вписана Държавна фирма „Каменица-Пловдив“, като правоприемник на активите и пасивите на Пивоварен завод „Каменица“ от прекратеното СО „Българско пиво“. На 12 ноември 1991 г. в търговския регистър при Окръжен съд – Пловдив се вписва „Каменица“ ЕООД, като правоприемник на активите и пасивите на ДФ „Каменица-Пловдив“. В края на 1993 г. от дружеството се отделя „Фабрика за бутилиране на пиво“ ЕООД – гр. Смолян.
На 19 януари 1995 г. Окръжният съд в Пловдив вписва в търговския регистър преобразуването на „Каменица“ ЕООД в „Каменица“ ЕАД.
Приватизацията на „Каменица“АД е извършена на 25 януари 1995 г., когато Агенцията за приватизация продава на белгийското акционерно дружество „Interbrew“ S.A., гр. Брюксел, 70 % от акциите на дружеството за 4 875 680 щатски долара. На 31.03.1995 г. Окръжният съд в Пловдив вписва преобразуването на „Каменица"ЕАД в „Каменица“АД.
През 1995 – 1996 година Интербрю купува мажоритарни дялове и от пивоварните „Астика“ АД в Хасково и от „Бургаско пиво“ АД в Бургас. На 4 януари 2001 г. Окръжният съд в Пловдив вписва в търговския регистър вливането на „Астика“ АД – гр. Хасково и на „Бургаско пиво“АД – гр. Бургас в „Каменица“АД – гр. Пловдив, като „Астика“ АД – гр. Хасково и „Бургаско пиво“ АД-гр. Бургас се прекратяват без ликвидация, и правоприеимник на всички активи и пасиви на хасковското и бургаското дружества става „Каменица“ АД-гр. Пловдив.
На 2 януари 2002 г. Окръжният съд в Пловдив вписва в търговския регистър вливането на „Плевенско пиво“ АД – гр. Плевен в „Каменица“ АД – гр. Пловдив, като „Плевенско пиво“ АД – гр. Плевен се прекратява без ликвидация, и правоприеимник на всички активи и пасиви на плевенското дружество става „Каменица“АД – гр. Пловдив,
През 2001 година е прекратено производството на бира в Бургас, а през 2005 година – и в Плевен, като „Каменица“АД продължава да експлоатира само пивоварните в Пловдив и Хасково.
След сливането на Интербрю и бразилската компания Амбев през 2004 година Каменица става част от групата около новообразуваната компания ИнБев. През 2008 г. ИнБев се слива с американската пивоварна компания Анхойзер-Буш, създавайки най-голямата пивоварна компания в света, Анхойзер-Буш ИнБев. Тъй като сделката включва поемане на значителни финансови задължения към банки, новосъздадената компания решава да продаде част от активите си, с постъпленията от които да намали задълженията си. Въпросните активи включват операциите на Анхойзер-Буш в Южна Корея и в Централна и Източна Европа, където пивоварните компании в 7 страни са купени през 2010 г. от Старбев, специално създадена компания за целта от CVC Capital Partners.
През 2012 г. Старбев (в т.ч. и дъщерното ѝ дружество „Каменица“ АД) е придобита от американо-канадската пивоварна компания „Молсън Коорс“ за 2.65 милиарда евро. 